# فهرست پرفروش‌ترین فیلم‌های مبتنی بر بازی‌های ویدئویی
در زیر پرفروش‌ترین اقتباس‌های فیلم بر اساس بازی‌های ویدئویی، از جمله فیلم‌های پویانمایی و لایو اکشن فهرست شده‌اند. فیلم‌هایی مانند رالف خرابکار، پیکسل‌ها، و بازیکن شماره یک آماده از بازی‌های ویدئویی الهام گرفته‌اند، اما از هیچ بازی ویدئویی واقعی اقتباس نشده‌اند، بنابراین در این فهرست گنجانده نشده‌اند. هر نوع بازی ویدئویی، از جمله رمان تصویری و حیوانات خانگی دیجیتال، گنجانده شده‌است. بازی‌های فیزیکی یا تخته‌ای مانند سرزمین اژدها و ویجا شامل این فهرست نمی‌شوند.
تا تاریخ آوریل ۲۰۲۳, فیلم برادران سوپر ماریو چندین رکورد گیشه از جمله پردرآمدترین فیلم بازی ویدئویی و همچنین بزرگ‌ترین افتتاحیه آخر هفته جهانی و نخستین نمایش داخلی یک فیلم بر اساس بازی ویدئویی را شکست، در حالی که پوکمون پردرآمدترین مجموعه‌فیلم بر اساس بازی‌های ویدئویی است.

## فهرست پردرآمدترین اقتباس‌های فیلم از بازی‌های ویدئویی
فیلم‌هایی را مشخص می‌کند که در حال حاضر در سینماهای سراسر جهان پخش می‌شوند.
| رتبه | اوج | عنوان                                           | بر پایهٔ                   | ناشر اصلی بازی              | تاریخ           | فروش جهانی     | توزیع‌کننده                 | قالب                | منبع          |
| ---- | --- | ----------------------------------------------- | ------------------------- | --------------------------- | --------------- | -------------- | -------------------------- | ------------------- | ------------- |
| ۱    | ۱   | فیلم برادران سوپر ماریو                         | سوپر ماریو                | نینتندو                     | ۵ آوریل ۲۰۲۳    | $۱٬۳۶۲٬۵۶۶٬۹۸۹ | یونیورسال پیکچرز           | پویانمایی           | [ ۱ ]         |
| ۲    | ۲   | یک فیلم ماینکرفت                                | ماینکرفت                  | موجانگ استودیوز             | ۴ آوریل ۲۰۲۵    | $۵۵۰٬۰۰۰٬۰۰۰   | برادران وارنر پیکچرز       | لایو اکشن           | [ ۲ ]         |
| ۳    | ۴   | سونیک خارپشت ۳                                  | سونیک خارپشت              | سگا                         | ۲۰ دسامبر ۲۰۲۴  | $۴۹۱٬۶۰۳٬۹۸۶   | پارامونت پیکچرز            | لایو اکشن/پویانمایی | [ ۳ ] [ ۴ ]   |
| ۴    | ۲   | کارآگاه پیکاچو                                  | کارآگاه پیکاچو و پوکمون   | نینتندو، شرکت پوکمون        | ۱۰ مه ۲۰۱۹      | $۴۵۰٬۰۶۲٬۶۳۸   | برادران وارنر پیکچرز       | لایو اکشن/پویانمایی | [ ۵ ]         |
| ۵    | ۱   | وارکرفت                                         | وارکرفت                   | بلیزارد انترتینمنت          | ۱۰ ژوئن ۲۰۱۶    | $۴۳۹٬۰۴۸٬۹۱۴   | یونیورسال پیکچرز           | لایو اکشن           | [ ۶ ]         |
| ۶    | ۲   | رمپیج                                           | رمپیج                     | میدوی گیمز                  | ۱۳ آوریل ۲۰۱۸   | $۴۲۸٬۰۲۸٬۲۳۳   | برادران وارنر پیکچرز       | لایو اکشن           | [ ۷ ]         |
| ۷    | ۴   | آنچارتد                                         | آنچارتد                   | سونی اینتراکتیو انترتینمنت  | ۱۸ فوریه ۲۰۲۲   | $۴۰۷٬۱۴۱٬۲۵۸   | گروه سینمایی سونی پیکچرز   | لایو اکشن           | [ ۸ ] [ ۹ ]   |
| ۸    | ۴   | سونیک خارپشت ۲                                  | سونیک خارپشت              | سگا                         | ۸ آوریل ۲۰۲۲    | $۴۰۵٬۴۲۱٬۵۱۸   | پارامونت پیکچرز            | لایو اکشن/پویانمایی | [ ۱۰ ] [ ۱۱ ] |
| ۹    | ۲   | فیلم پرندگان خشمگین                             | پرندگان خشمگین            | راویو انترتینمنت            | ۲۰ مه ۲۰۱۶      | $۳۵۲٬۳۳۳٬۹۲۹   | گروه سینمایی سونی پیکچرز   | پویانمایی           | [ ۱۲ ]        |
| ۱۰   | ۱   | شن‌های زمان                                      | شاهزاده ایران: شن‌های زمان | یوبی‌سافت                    | ۲۸ مه ۲۰۱۰      | $۳۳۶٬۳۶۵٬۶۷۶   | استودیو سینمایی والت دیزنی | لایو اکشن           | [ ۱۳ ]        |
| ۱۱   | ۶   | سونیک خارپشت                                    | سونیک خارپشت              | سگا                         | ۱۴ فوریه ۲۰۲۰   | $۳۲۰٬۹۵۴٬۰۲۶   | پارامونت پیکچرز            | لایو اکشن/پویانمایی | [ ۱۴ ]        |
| ۱۲   | ۴   | رزیدنت ایول: قسمت پایانی                        | رزیدنت اویل               | کپ‌کام                       | ۲۷ ژانویه ۲۰۱۷  | $۳۱۲٬۲۵۷٬۲۵۰   | گروه سینمایی سونی پیکچرز   | لایو اکشن           | [ ۱۵ ]        |
| ۱۳   | ۲   | رزیدنت ایول: زندگی پس از مرگ                    | رزیدنت اویل               | کپ‌کام                       | ۱۰ سپتامبر ۲۰۱۰ | $۳۰۰٬۲۲۸٬۰۸۴   | گروه سینمایی سونی پیکچرز   | لایو اکشن           | [ ۱۶ ]        |
| ۱۴   | ۱   | لارا کرافت: مهاجم مقبره                         | مهاجم مقبره               | آیدوس                       | ۱۵ ژوئن ۲۰۰۱    | $۲۷۴٬۷۰۳٬۳۴۰   | پارامونت پیکچرز            | لایو اکشن           | [ ۱۷ ]        |
| ۱۵   | ۷   | مهاجم مقبره                                     | مهاجم مقبره               | اسکوئر انیکس                | ۱۶ مارس ۲۰۱۸    | $۲۷۴٬۶۵۰٬۸۰۳   | برادران وارنر پیکچرز       | لایو اکشن           | [ ۱۸ ]        |
| ۱۶   | ۶   | اساسینز کرید                                    | اساسینز کرید              | یوبی‌سافت                    | ۲۱ دسامبر ۲۰۱۶  | $۲۴۰٬۵۵۸٬۶۲۱   | استودیوهای قرن بیستم       | لایو اکشن           | [ ۱۹ ]        |
| ۱۷   | ۴   | رزیدنت ایول: قصاص                               | رزیدنت اویل               | کپ‌کام                       | ۱۴ سپتامبر ۲۰۱۲ | $۲۴۰٬۰۰۴٬۴۲۴   | گروه سینمایی سونی پیکچرز   | لایو اکشن           | [ ۲۰ ]        |
| ۱۸   | ۵   | جنون سرعت                                       | جنون سرعت                 | الکترونیک آرتس              | ۱۴ مارس ۲۰۱۴    | $۲۰۳٬۲۷۷٬۶۳۶   | استودیو سینمایی والت دیزنی | لایو اکشن           | [ ۲۱ ]        |
| ۱۹   | ۱   | پوکمون: اولین فیلم                              | پوکمون                    | نینتندو، شرکت پوکمون        | ۱۸ ژوئیه ۱۹۹۸   | $۱۷۲٬۷۴۴٬۶۶۲   | برادران وارنر پیکچرز       | پویانمایی           | [ ۲۲ ]        |
| ۲۰   | ۳   | لارا کرافت: مهاجم مقبره - گهواره حیات           | مهاجم مقبره               | آیدوس                       | ۲۵ ژوئیه ۲۰۰۳   | $۱۶۰٬۰۹۹٬۲۲۲   | پارامونت پیکچرز            | لایو اکشن           | [ ۲۳ ]        |
| ۲۱   | ۴   | رزیدنت ایول: انقراض                             | رزیدنت اویل               | کپ‌کام                       | ۲۱ سپتامبر ۲۰۰۷ | $۱۴۸٬۴۱۲٬۰۶۵   | گروه سینمایی سونی پیکچرز   | لایو اکشن           | [ ۲۴ ]        |
| ۲۲   | ۱۶  | فیلم پرندگان خشمگین ۲                           | پرندگان خشمگین            | راویو انترتینمنت            | ۱۴ اوت ۲۰۱۹     | $۱۴۷٬۷۹۲٬۰۴۷   | گروه سینمایی سونی پیکچرز   | پویانمایی           | [ ۲۵ ]        |
| ۲۳   | ۲   | پوکمون فیلم ۲۰۰۰                                | پوکمون                    | نینتندو، شرکت پوکمون        | ۱۷ ژوئیه ۱۹۹۹   | $۱۳۳٬۹۴۹٬۲۷۰   | برادران وارنر پیکچرز       | پویانمایی           | [ ۲۶ ]        |
| ۲۴   | ۵   | رزیدنت ایول: آخرالزمان                          | رزیدنت اویل               | کپ‌کام                       | ۱۰ سپتامبر ۲۰۰۴ | $۱۲۹٬۳۴۲٬۷۶۹   | گروه سینمایی سونی پیکچرز   | لایو اکشن           | [ ۲۷ ]        |
| ۲۵   | ۱   | مورتال کامبت                                    | مورتال کامبت              | میدوی گیمز                  | ۱۸ اوت ۱۹۹۵     | $۱۲۴٬۷۴۱٬۸۲۲   | نیو لاین سینما             | لایو اکشن           | [ ۲۸ ]        |
| ۲۶   | ۴   | رزیدنت ایول                                     | رزیدنت اویل               | کپ‌کام                       | ۱۵ مارس ۲۰۰۲    | $۱۰۲٬۹۸۴٬۸۶۲   | گروه سینمایی سونی پیکچرز   | لایو اکشن           | [ ۲۹ ]        |
| ۲۷   | ۹   | هیتمن                                           | هیتمن                     | آیدوس                       | ۲۱ نوامبر ۲۰۰۷  | $۱۰۱٬۲۷۶٬۳۱۸   | استودیوهای قرن بیستم       | لایو اکشن           | [ ۳۰ ]        |
| ۲۸   | ۹   | سایلنت هیل                                      | سایلنت هیل                | کونامی                      | ۲۱ آوریل ۲۰۰۶   | $۱۰۰٬۶۰۵٬۱۳۵   | ترایستار پیکچرز            | لایو اکشن           | [ ۳۱ ]        |
| ۲۹   | ۱۴  | ساعت یو-کای: فیلم                               | ساعت یو-کای               | لول-۵                       | ۲۰ دسامبر ۲۰۱۴  | $۹۹٬۴۸۱٬۳۰۷    | توهو                       | پویانمایی           | [ ۳۲ ]        |
| ۳۰   | ۱   | مبارز خیابانی                                   | مبارز خیابانی             | کپ‌کام                       | ۲۳ دسامبر ۱۹۹۴  | $۹۹٬۴۲۳٬۵۲۱    | یونیورسال پیکچرز           | لایو اکشن           | [ ۳۳ ]        |
| ۳۱   | ۱۱  | مکس پین                                         | مکس پین                   | راک‌استار گیمز               | ۱۷ اکتبر ۲۰۰۸   | $۸۷٬۰۶۶٬۹۳۰    | استودیوهای قرن بیستم       | لایو اکشن           | [ ۳۴ ]        |
| ۳۲   | ۶   | فاینال فانتزی: ارواح درون                       | فاینال فانتزی             | اسکوئر                      | ۱۱ ژوئیه ۲۰۰۱   | $۸۵٬۱۳۱٬۸۳۰    | گروه سینمایی سونی پیکچرز   | پویانمایی           | [ ۳۵ ]        |
| ۳۳   | ۲۸  | مورتال کامبت                                    | مورتال کامبت              | سرگرمی تعاملی برادران وارنر | ۲۳ آوریل ۲۰۲۱   | $۸۴٬۴۲۶٬۰۳۱    | برادران وارنر پیکچرز       | لایو اکشن           | [ ۳۶ ]        |
| ۳۴   | ۱۸  | هیتمن: مأمور ۴۷                                 | هیتمن                     | اسکوئر انیکس                | ۲۱ اوت ۲۰۱۵     | $۸۲٬۳۴۷٬۶۵۶    | استودیوهای قرن بیستم       | لایو اکشن           | [ ۳۷ ]        |
| ۳۵   | ۱۵  | پوکمون-زوروآرک: استاد توهمات                    | پوکمون                    | نینتندو، شرکت پوکمون        | ۱۰ ژوئیه ۲۰۱۰   | $۷۱٬۱۴۳٬۵۲۹    | توهو                       | پویانمایی           | [ ۳۸ ]        |
| ۳۶   | ۴   | پوکمون ۳: فیلم                                  | پوکمون                    | نینتندو، شرکت پوکمون        | ۸ ژوئیه ۲۰۰۰    | $۶۸٬۴۱۱٬۲۷۵    | برادران وارنر پیکچرز       | پویانمایی           | [ ۳۹ ]        |
| ۳۷   | ۲۲  | یو-کای واچ و ۵ داستان                           | ساعت یو-کای               | لول-۵                       | ۱۹ دسامبر ۲۰۱۵  | $۵۸٬۸۵۰٬۹۶۹    | توهو                       | پویانمایی           | [ ۴۰ ]        |
| ۳۸   | ۱۲  | رستاخیز                                         | دوم                       | اید سافت‌ویر                 | ۲۱ اکتبر ۲۰۰۵   | $۵۸٬۰۷۲٬۱۱۹    | یونیورسال پیکچرز           | لایو اکشن           | [ ۴۱ ]        |
| ۳۹   | ۱۷  | سیاه — ویکتینی و رشیرام و وایت— ویکتینی و زکروم | پوکمون                    | نینتندو، شرکت پوکمون        | ۱۶ ژوئیه ۲۰۱۱   | $۵۷٬۰۸۲٬۴۹۱    | توهو                       | پویانمایی           | [ ۴۲ ]        |
| ۴۰   | ۲۰  | سایلنت هیل: مکاشفات                             | سایلنت هیل                | کونامی                      | ۲۶ اکتبر ۲۰۱۲   | $۵۵٬۳۶۲٬۷۰۵    | اوپن رود فیلمز             | لایو اکشن           | [ ۴۳ ]        |
| ۴۱   | ۳   | مورتال کامبت: نابودی                            | مورتال کامبت              | میدوی گیمز                  | ۲۱ نوامبر ۱۹۹۷  | $۵۱٬۳۷۶٬۸۶۱    | نیو لاین سینما             | لایو اکشن           | [ ۴۴ ]        |
| ۴۲   | ۱۵  | پوکمون: آرسیوس و جواهر زندگی                    | پوکمون                    | نینتندو، شرکت پوکمون        | ۱۸ ژوئیه ۲۰۰۹   | $۵۰٬۶۷۳٬۰۷۸    | توهو                       | پویانمایی           | [ ۴۵ ]        |
| ۴۳   | ۲۲  | فیلم پوکمون: کیورم در مقابل شمشیر عدالت         | پوکمون                    | نینتندو، شرکت پوکمون        | ۱۴ ژوئیه ۲۰۱۲   | $۴۶٬۰۰۸٬۲۵۵    | توهو                       | پویانمایی           | [ ۴۶ ]        |
| ۴۴   | ۱۶  | پوکمون: گیراتینا و جنگجوی آسمان                 | پوکمون                    | نینتندو، شرکت پوکمون        | ۱۹ ژوئیه ۲۰۰۸   | $۴۷٬۵۱۱٬۴۲۲    | توهو                       | پویانمایی           | [ ۴۷ ]        |
| ۴۵   | ۳۴  | شکارچی هیولا                                    | مانستر هانتر              | کپ‌کام                       | ۱۸ دسامبر ۲۰۲۰  | $۴۲٬۱۴۵٬۹۵۹    | گروه سینمایی سونی پیکچرز   | لایو اکشن           | [ ۴۸ ]        |
| ۴۶   | ۳۸  | رزیدنت ایول: به راکون سیتی خوش آمدید            | رزیدنت اویل               | کپ‌کام                       | ۲۴ نوامبر ۲۰۲۱  | $۴۱٬۸۵۱٬۳۴۰    | گروه سینمایی سونی پیکچرز   | لایو اکشن           | [ ۴۹ ]        |
| ۴۷   | ۱۴  | پوکمون: ظهور درکرای                             | سوپر ماریو                | نینتندو، شرکت پوکمون        | ۱۴ ژوئیه ۲۰۰۷   | $۳۹٬۰۴۳٬۳۶۱    | توهو                       | پویانمایی           | [ ۵۰ ]        |
| ۴۸   | ۱   | برادران سوپر ماریو                              | سوپر ماریو                | نینتندو                     | ۲۸ مه ۱۹۹۳      | $۳۸٬۹۱۲٬۴۶۵    | بوئنا ویستا پیکچرز         | لایو اکشن           | [ ۵۱ ]        |
| ۴۹   | ۳۷  | فیلم پوکمون: من تو را انتخاب می‌کنم!             | پوکمون                    | نینتندو، شرکت پوکمون        | ۱۵ ژوئیه ۲۰۱۷   | $۳۷٬۶۲۰٬۷۹۹    | توهو                       | پویانمایی           | [ ۵۲ ]        |
| ۵۰   | ۱۴  | پوکمون: لوکاریو و راز میو                       | پوکمون                    | نینتندو، شرکت پوکمون        | ۱۶ ژوئیه ۲۰۰۵   | $۳۷٬۶۲۰٬۷۸۰    | توهو                       | پویانمایی           | [ ۵۳ ]        |
| ۵۱   | ۸   | ماجراجویی دیجیمون: انتقام دیابرومون             | دیجیمون                   | بندای                       | ۳ مارس ۲۰۰۱     | $۳۷٬۵۹۰٬۶۸۸    | شرکت توئی                  | پویانمایی           | [ ۵۴ ]        |